# Pfaffia completa
Pfaffia completa là loài thực vật có hoa thuộc họ Dền. Loài này được (Uline & W.L. Bray) Borsch miêu tả khoa học đầu tiên năm 1995.